# 구시
구시(久視, 700년 5월 ~ 701년 1월)는 무주(武周) 성신제(聖神帝) 측천무후(則天武后) 무조(武曌)의 열한번째 연호이다. 약 9개월 동안 사용하였다. 구시 원년 10월 10일(700년 11월 24일)에 영창 때 바꿨던 달력을 원상복구 하게 된다. 정월(正月)과 납월(臘月)은 원래대로 11월과 12월로 바뀌면서, 1월을 원래대로 정월로 바꾼다. 

## 개원
- 성력(聖曆) 3년 5월 5일[1](700년 5월 27일)에 연호를 구시(久視)로 개원함.[2][3][4][5]

- 구시(久視) 2년 1월 3일[6](701년 2월 15일)에 연호를 대족(大足)으로 개원함.[2][3][4][5]

## 연대 대조표
| 구시 | 서기(西紀)              | 간지(干支) |
| 원년 | 699년 11월 ~ 700년 12월 | 경자(庚子) |
| 2년  | 701년 1월 ~ 701년 12월  | 신축(辛丑) |

## 삭일(1월)
| 구시 원년 (700년) | 삭일 (음력) | 율리우스력      | 구시 2년 (701년) | 삭일 (음력) | 율리우스력     |
| 정월 (11월)       | 신해 (辛亥) | 699년 11월 27일 | -                | -           | -              |
| 납월 (12월)       | 신사 (辛巳) | 12월 27일       | -                | -           | -              |
| 1월               | 신해 (辛亥) | 700년 1월 26일  | 1월              | 을해 (乙亥) | 701년 2월 13일 |
| 2월               | 신사 (辛巳) | 2월 25일        | 2월              | 갑진 (甲辰) | 3월 14일       |
| 3월               | 경술 (庚戌) | 3월 25일        | 3월              | 갑술 (甲戌) | 4월 13일       |
| 4월               | 경진 (庚辰) | 4월 24일        | 4월              | 갑진 (甲辰) | 5월 13일       |
| 5월               | 기유 (己酉) | 5월 23일        | 5월              | 계유 (癸酉) | 6월 11일       |
| 6월               | 무인 (戊寅) | 6월 21일        | 6월              | 임인 (壬寅) | 7월 10일       |
| 7월               | 무신 (戊申) | 7월 21일        | 7월              | 임신 (壬申) | 8월 9일        |
| 윤7월             | 정축 (丁丑) | 8월 19일        | -                | -           | -              |
| 8월               | 병오 (丙午) | 9월 17일        | 8월              | 신축 (辛丑) | 9월 7일        |
| 9월               | 병자 (丙子) | 10월 17일       | 9월              | 경오 (庚午) | 10월 6일       |
| 10월              | 을사 (乙巳) | 11월 15일       | 10월             | 경자 (庚子) | 11월 5일       |
| 11월              | 을해 (乙亥) | 12월 15일       | 11월             | 기사 (己巳) | 12월 4일       |
| 12월              | 을사 (乙巳) | 701년 1월 14일  | 12월             | 기해 (己亥) | 702년 1월 3일  |

## 같이 보기
- 중국의 연호 목록